# Athabasca County
Das Athabasca County ist eine der 63 „municipal districts“ in Alberta, Kanada. Der Verwaltungsbezirk liegt in der Region Nord-Alberta und gehört zur „Census Division 13“. Er wurde zum 18. Dezember 1913 eingerichtet (incorporated als „Large Local Improvement District 637“) und sein Verwaltungssitz befindet sich in Athabasca.
Der Verwaltungsbezirk ist für die kommunale Selbstverwaltung in den ländlichen Gebieten sowie den nicht rechtsfähigen Gemeinden, wie Dörfern und Weilern und ähnlichem, zuständig. Für die Verwaltung der Städte (City) und Kleinstädte (Town) in seinen Gebietsgrenzen ist er nicht zuständig.

## Lage
Der „Municipal District“ liegt im zentralen Norden der kanadischen Provinz Alberta. Der Athabasca River durchfließt, von Norden kommend, den Bezirk in einem großen Bogen. Dabei folgt die Bezirksgrenze streckenweise seinem Verlauf. Von Nord nach Süd wird der Bezirk, im Westen, vom Alberta Highway 2 und dem Alberta Highway 63, im Osten, durchquert. In Ost-West-Richtung ist der Alberta Highway 55 die zentrale Verkehrsachse.
Im Nordwesten liegt der La Biche River Wildland Provincial Park, ein geschütztes Wildnisgebiet am La Biche River.
|                                                  | Municipal District of Opportunity No. 17    | Lac La Biche County |
| Municipal District of Lesser Slave River No. 124 | Kompassrose, die auf Nachbargemeinden zeigt | Lac La Biche County |
| Westlock County                                  | Thorhild County                             | Smoky Lake County   |

## Bevölkerung
| Jahr | Erhebung          | Einwohner | Änderung | Fläche (km²) | Bev.-dichte (EW/km²) |
| ---- | ----------------- | --------- | -------- | ------------ | -------------------- |
| 2021 | Volkszählung 2021 | 6959      | - 11,6 % | 6.111,30     | 1,1                  |
| 2016 | Volkszählung 2016 | 7869      | + 2,7 %  | 6.124,43     | 1,3                  |
| 2011 | Volkszählung 2011 | 7662      | + 1,2 %  | 6.122,75     | 1,3                  |

## Gemeinden und Ortschaften
Folgende Gemeinden liegen innerhalb der Grenzen des Verwaltungsbezirks:
- Stadt (City):
- Kleinstadt (Town): Athabasca
- Dorf (Village): Boyle
- Weiler (Hamlet): Atmore, Breynat, Caslan, Colinton, Donatville, Ellscott, Grassland, Meanook, Perryvale, Rochester, Wandering River

Außerdem bestehen noch weitere, noch kleinere Ansiedlungen und zahlreiche Einzelgehöfte sowie verschiedene Sommerdörfer (Bondiss, Island Lake, Island Lake South, Mewatha Beach, South Baptiste, Sunset Beach, West Baptiste und Whispering Hills).